# Nazionale maschile under 15 di football americano della Finlandia
La Nazionale maschile under 15 di football americano della Finlandia è la selezione maschile di football americano della SAJL, che rappresenta la Finlandia nelle varie competizioni ufficiali o amichevoli riservate a squadre nazionali Under-15.

## Dettaglio stagioni

### Amichevoli
| Stagione | Vin | Par | Per | Tot | PF | PS | avversaria                       |
| -------- | --- | --- | --- | --- | -- | -- | -------------------------------- |
| 2024     | 1   | 0   | 0   | 1   | 62 | 14 | Nordrhein-Westfalen GreenMachine |
| Totale   | 1   | 0   | 0   | 1   | 62 | 14 |                                  |

### Riepilogo partite disputate
| Anno              | Luogo  | Evento     | Fase del torneo | Incontro                                          | Risultato |
| 21 settembre 2024 | Vantaa | Amichevole |                 | Finlandia U-15 - Nordrhein-Westfalen GreenMachine | 62 - 14   |

## Confronti con le altre Nazionali
Questi sono i saldi della Finlandia nei confronti delle Nazionali incontrate.

### Saldo positivo
| Nazionale                        | Giocate | Vinte | Pareggiate | Perse | PF | PS | Ultima vittoria | Ultimo pari | Ultima sconfitta |
| -------------------------------- | ------- | ----- | ---------- | ----- | -- | -- | --------------- | ----------- | ---------------- |
| Nordrhein-Westfalen GreenMachine | 1       | 1     | 0          | 0     | 62 | 14 | 2024            | -           | -                |